# Arturo Sarabia Better
Arturo Sarabia Better (Barranquilla, Atlántico[cita requerida]) es un abogado, político y diplomático colombiano de ascendencia libanesa.  Sarabia fue dirigente gremial en Barranquilla, graduado en ciencias políticas y abogado de la Universidad de los Andes en Bogotá, con una especialización en derecho de la integración económica.
Ha sido embajador de Colombia en Uruguay y en Portugal. Fue representante ante la Asociación Latinoamericana de Integración (Aladi), Ministro de Educación, gobernador del Atlántico y Presidente del Comité Intergremial de Atlántico. Fue consultor del Centro Latinoamericano para las Relaciones con Europa (Celare), profesor de la facultad de Relaciones Internacionales de la Universidad del Norte y columnista del diario El Heraldo de Barranquilla.
En las elecciones presidenciales de 1998, participó como precandidato del Partido Liberal, pero se retiró de la contienda tras conocerse que para elegir al candidato no se realizaría una consulta popular sino que se elegiría en una convención nacional.
En 2003, fue acusado de actos de corrupción durante su período como embajador en Uruguay.

## Gobernador del Atlántico

### Gabinete
El siguiente fue el gabinete conformado por el gobernador Sarabia el 1 de septiembre de 1990:
- Lucas Lébolo Conde, secretario de Gobierno
- Marlene Alvarino Cruz, jefe del Fondo para la Educación Superior, la Recreación y el Deporte
- Secretaria de Salud, Wolgang Munar.
- Héctor Peñaranda Palacios, secretario de Hacienda,
- Álvaro Andrade Paz, secretario de Educación.
- Rafael Pineda Bárcenas, secretario de Obras Públicas
- Mario Hernández, jefe de Planeación
- Armando Meza Campanella, secretario de Transporte y Tránsito
- Armando Madrid Malo, director de la Caja de Previsión.
- Gabriel Noguera Echeverry, en la Lotería del Atlántico.
- Luis Navarro Ahumada, gerente de la Beneficencia.
- Oscar Fernández Chagin, secretario general
- Arnold Gómez Mendoza, secretario privado.
- Alonso Borrero Donado, tesorero
- Jorge Martínez Moreno, jefe de Valorización.
- Pedro Emiro Falco González, rector de la Universidad del Atlántico.